# カースプリャ川
カースプリャ川（カースプリャがわ、ロシア語・ベラルーシ語：Каспля）はロシアとベラルーシを流れる、長さ136km、流域面積5410km2の川である。
源流はカースプリャ湖(ru)であり、行政上から言えばロシアのスモレンスク州を流れ、ベラルーシのヴィーツェプスク州に至る。地形上から言えばヴィーデプスク丘陵(ru)の東の斜面をスーラシュ低地(ru)に沿って流れている。その後ヴィーデプスク州のスーラシュ(be)の前で西ドヴィナ川に流入する。曲がりくねった水路は上流で幅10-30m、河口で40-50mになる。デミドフのあたりでは川岸は沼沢になっている。またいくつかの支流がある。
キエフ・ルーシ時代には、ヴァイキングの重要な商業航路（ヴァリャーグからギリシアへの道）の一部だった。スモレンスク州のグニョーズダヴァ(ru)（スモレンスクから西14km。）には、カースプリャ川とドニエプル川の間をつなぐ連水陸路があった。